# دکتر جکیل و آقای هاید (فیلم ۱۹۰۸)
دکتر جکیل و آقای هاید (انگلیسی: Dr. Jekyll and Mr. Hyde) فیلمی در ژانر ترسناک به کارگردانی اوتیس ترنر است که در سال ۱۹۰۸ منتشر شد. از بازیگران آن می‌توان به هوبرت باسورث اشاره کرد.